# 谭山镇
谭山镇，是中华人民共和国湖北省十堰市郧阳区下辖的一个乡镇级行政单位。

## 行政区划
谭山镇下辖以下地区：
金家村、八龙庙村、后河村、渔塘河村、高阳村、腰庄村、东岳村、徐家村、西王村、乌峪村、严岭村、塘城村、柴湾村、拦门石村、罗台村、柳泉村、贾坑村和新合村。